# Бос (река)
Бос (нем. Bos) — река в Германии, протекает в северной части земли Саар по территории коммуны Нофельден. Левый приток реки Наэ.
Река Бос берёт начало в лесах западнее деревни Бозен. Течёт в восточном направлении. На реке образовано озеро Бостальзе. Вытекает из озера и впадает в Наэ в районе деревни Гоннесвайлер.
Общая длина реки составляет 5,8 км, площадь водосборного бассейна 12,634 км². 
Высота истока составляет приблизительно 490 м, высота устья — 379 м.
Речной индекс 2541116. Речная система реки — Наэ → Рейн.